# Hórreo Casa Hospital (Lónguida)

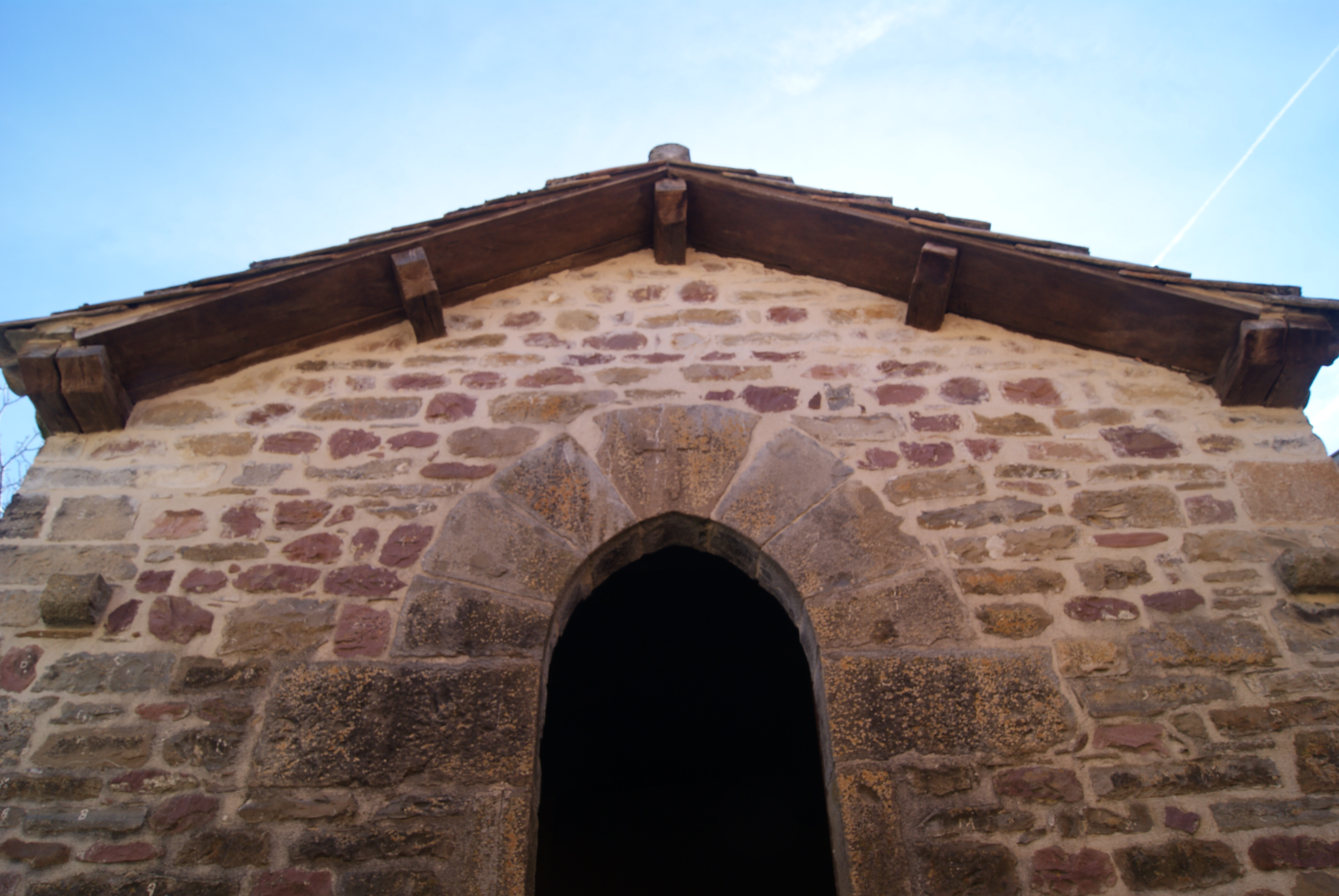
Hórreo Casa Hospital in Lónguida

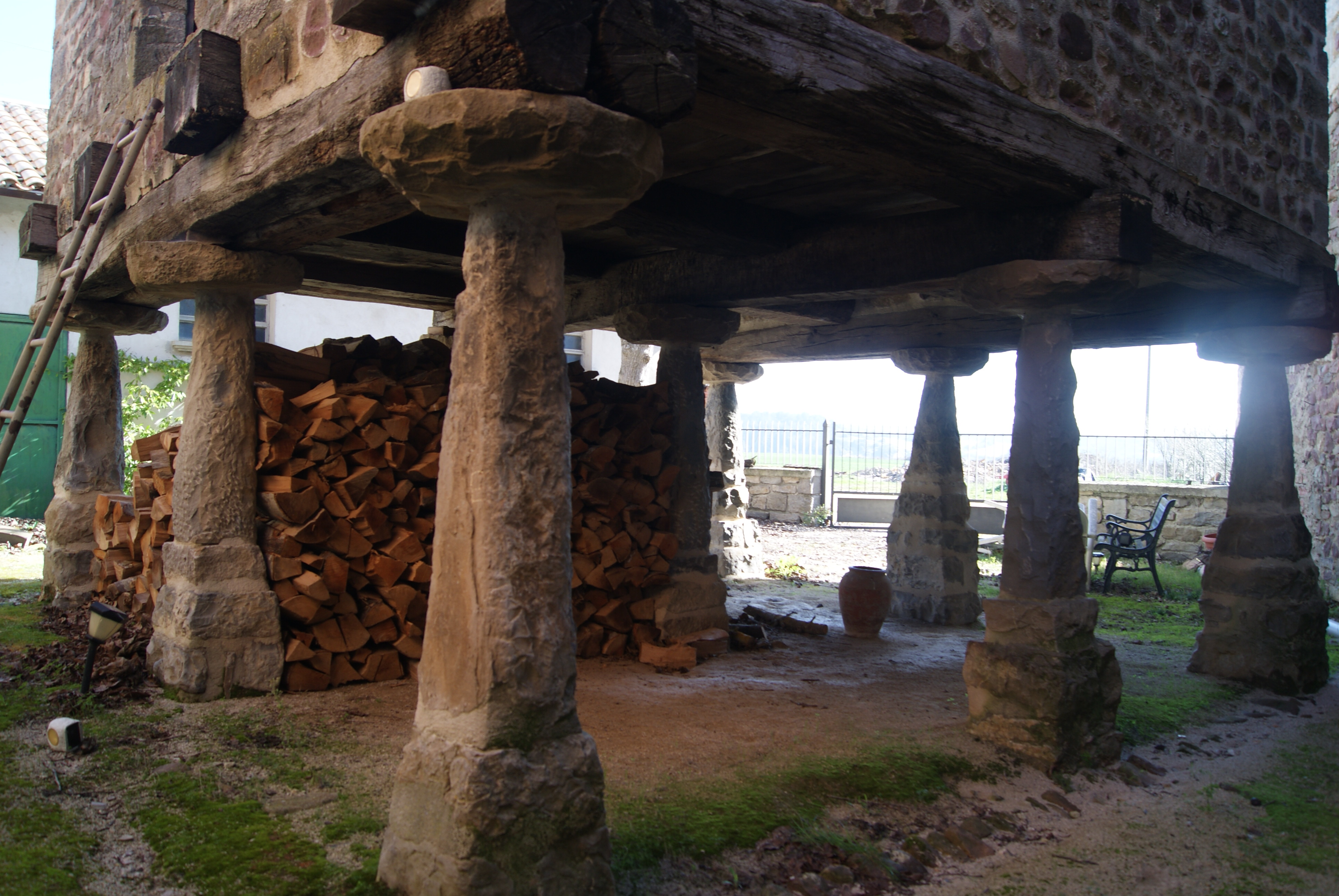
Unterbau

Der Hórreo Casa Hospital im Dorf Ecay, einem Ortsteil der spanischen Gemeinde Lónguida in der Autonomen Gemeinschaft Navarra, wurde vermutlich im 18. Jahrhundert errichtet. Der Hórreo ist seit 1993 ein geschütztes Kulturdenkmal (Bien de Interés Cultural).
Der Hórreo aus Sandstein steht auf neun Stützen. Der Vorratsraum aus Bruchsteinmauerwerk mit Eckquaderung besitzt einen rundbogigen Eingang, der einen repräsentativen Charakter besitzt und nur mit einer Leiter erreicht werden kann. Das Satteldach ist mit Ziegeln gedeckt.